# رابطة النساء الناخبات
رابطة النساء الناخبات (إل دابليو في) هي منظمة غير ربحية في الولايات المتحدة شُكلت لمساعدة النساء لأخذ دور أكبر في الشؤون العامة بعد فوزهن بحق التصويت. تأسست في عام 1920 لدعم حقوق المرأة الجديدة في الاقتراع وكانت اندماجًا للمجلس الوطني للنساء الناخبات، الذي أسسته إيما سميث ديفوي، والجمعية الوطنية الأمريكية للمطالبة بحق المرأة في الاقتراع، بقيادة كاري تشابمان كات، قبل ستة أشهر تقريبًا من التعديل التاسع عشر لدستور الولايات المتحدة الذي أعطى المرأة حق التصويت. بدأت رابطة النساء الناخبات باعتبارها «تجربة سياسية قوية» تهدف إلى مساعدة النساء اللاتي حصلن على حق الاقتراع على ممارسة مسؤولياتهن كناخبات. في الأصل، كان بإمكان النساء فقط الانضمام إلى الرابطة، ولكن في عام 1973 عُدل الميثاق ليشمل الرجال. تعمل إل دابليو في على مستوى محلي، ودولي، ووطني، مع أكثر من 1000 رابطة محلية و 50 رابطة دولية، وواحدة إقليمية في جزر فيرجن الأمريكية. تنص الرابطة على أنها تضم أكثر من 500 ألف عضو ومؤيد.
الهدف الأساسي لرابطة النساء الناخبات هو تشجيع التصويت من خلال تسجيل الناخبين، وتوفير معلومات الناخبين، والدعوة لحقوق التصويت. بالإضافة إلى ذلك، تدعم إل دابليو في مجموعة متنوعة من مواقف السياسة العامة التقدمية، بما في ذلك إصلاح تمويل الحملات الانتخابية، والرعاية الصحية الشاملة، وحقوق الإجهاض، وإجراءات تغير المناخ والتنظيم البيئي، ومراقبة الأسلحة.

## التاريخ
في عام 1909، اقترحت إيما سميث ديفوي في مؤتمر الجمعية الوطنية الأمريكية للمطالبة بحق المرأة في الاقتراع (إن إيه دابليو إس إيه) في سياتل إنشاء منظمة منفصلة لتثقيف النساء حول العمليات الانتخابية والضغط من أجل تشريعات مواتية بشأن قضايا المرأة. عندما تجاهلوا اقتراحها، أسست ديفوي المجلس الوطني للنساء الناخبات في عام 1911. جندت منادين بحق المرأة في الاقتراع في الغرب مع المنظمات للانضمام إلى الرابطة.
بعد عشر سنوات، قبل اتفاقية إن إيه دابليو إس إيه عام 1919 (في سانت لويس، ميزوري)، بدأت كاري تشابمان كات بالتفاوض مع ديفوي لدمج منظمتها برابطة جديدة تكون خليفة إن إيه دابليو إس إيه. كانت كات قلقة من أن اتحاد ديفوي مع أليس بول الأكثر راديكالية قد يثني النساء المحافظات عن الانضمام إلى المجلس الوطني للناخبات وبالتالي اقترح تشكيل رابطة جديدة. نظرًا لأن خمس عشرة ولاية قد صدقت بالفعل على التعديل التاسع عشر، أرادت النساء المضي قدمًا في خطة لتثقيف النساء حول عملية التصويت ورعاية مشاركتهن.
على الرغم من أنه لم يكن جميع أعضاء أي من المنظمتين يؤيدون الدمج، قُدم اقتراح في اتفاقية إن إيه دابليو إس إيه لعام 1919 لدمج المنظمتين في خليفتهما، الرابطة الوطنية للنساء الناخبات. اكتمل الاندماج رسميًا في 6 يناير 1920، رغم أن الرابطة كانت تعمل في العام الأول كلجنة من إن إيه دابليو إس إيه. أُعيد صياغة التنظيم الرسمي للرابطة في مؤتمر 1920 الذي عقد في شيكاغو.